# Château du Breuil (Gennetines)
Pour les articles homonymes, voir Château du Breuil.
Le château du Breuil est situé à Gennetines, en France.

## Localisation
Le château est situé sur la commune de Gennetines, dans le département de l'Allier, en région Auvergne-Rhône-Alpes. 

## Description
L'ancien château fut détruit vers 1830, les matériaux ont servi pour édifier le château actuel. C'est une demeure basse et longue, à un seul niveau, mais qui a conservé des combles élevés, probablement des vestiges du XVe siècle, percés de deux lucarnes.

## Historique
L'ancien château était une motte castrale entourée de fossés. En 1599, maître Jean Berthomier, avocat en la sénéchaussée de Bourbonnais, se présentait comme sieur du Breuil. Au XVIIe siècle, les Berthomier, bourgeois moulinois, y résidèrent longtemps et le transformèrent en maison de plaisance.